# 맹그로브왕도마뱀
맹그로브왕도마뱀(Mangrove monitor)은 호주 북부와 뉴기니섬에서 말루쿠 제도, 솔로몬 제도, 마셜 제도, 캐롤라인 제도, 마리아나 제도까지 대규모로 배포되는 왕도마뱀의 일원이다. 맹그로브왕도마뱀은 3.5 ~ 4ft(1.1 ~ 1.2m)까지 자란다.